# Rolf Degen (Mediziner)
Rolf Degen (* 25. Juli 1926 in Chemnitz; † 3. August 2012) war ein deutscher Neuropädiater und Epileptologe.

## Leben
Nach dem Medizinstudium in Leipzig war Degen von 1955 bis 1973 an der dortigen Universitäts-Kinderklinik tätig. Zunächst absolvierte er seine Facharztweiterbildung, 1964 habilitierte er sich.
Von 1966 bis 1973 war er Leiter der Abteilung für Neuropädiatrie in Leipzig, nach seiner Flucht in die Bundesrepublik Deutschland von 1973 bis 1991 Leiter der EEG-Abteilung und Sprechstunde für anfallskranke Kinder des Sonderkrankenhauses Bethel (heute Epilepsie-Zentrum Bethel, Von Bodelschwinghsche Stiftungen Bethel) mit Aufbau eines Schlaflabors.
1974 wurde er zum außerordentlichen Professor für Pädiatrie an dem Universitätsklinikum Münster ernannt.

## Werk
Die wissenschaftlichen Schwerpunkte von Degen waren die Genetik der Epilepsien sowie der Einfluss von Schlaf
bzw. Schlafmangel auf epileptische Anfälle.
Er war (Ko-)Autor zahlreicher Artikel in Fachzeitschriften oder Buchbeiträgen, daneben war Degen Autor bzw. (Mit-)Herausgeber von 12 Büchern:
- Das anfallskranke Kind in der Sprechstunde. Symptomatik, Diagnostik und Therapie der Anfallsleiden im Kindesalter. Barth, Leipzig 1970.
- Anfallskrankheiten. Ein Ratgeber für Anfallskranke und ihre Angehörigen. Barth, Leipzig 1971.
- Die kindlichen Anfallsleiden. Epileptische und nicht epileptische Anfälle. Hippokrates, Stuttgart 1976.
- mit Armin Opitz (Hrsg.): Anästhesie bei zerebralen Krampfanfällen und Intensivtherapie des Status epilepticus. Perimed, Erlangen 1980.
- mit Armin Opitz, Johann Kugler (Hrsg.): Anästhesie bei Epileptikern und Behandlung des Status epilepticus. In: Symposium 1981, Bethel/Bielefeld 14. und 15. November 1981. Editiones Roche, Basel 1982.
- mit Ernst Niedermeyer (Hrsg.): Epilepsy, Sleep and Sleep Deprivation. Elsevier, Amsterdam/New York/Oxford 1984. 2. Auflage: mit Ernst A. Rodin (Hrsg.): Epilepsy, Sleep and Sleep Deprivation (= Epilepsy Research. Suppl. 2). Elsevier, Amsterdam/New York/Oxford 1991.
- Die cerebralen Anfallsleiden – Epilepsien. Einführung für Patienten und deren Angehörige. Vieweg & Sohn, Braunschweig/Wiesbaden 1988.
- mit Ernst Niedermeyer (Hrsg.): The Lennox-Gastaut Syndrome. Proceedings of a Symposium Held in Bad Kreuznach, Federal Republic of Germany, September 17–19, 1987 (= Neurology and Neurobiology. Vol 45). Liss, New York 1988, ISBN 0-8451-2749-7.
- mit Fritz E. Dreifuss (Hrsg.): Localized and Generalized Epilepsies of Early Childhood (= Epilepsy Res. Suppl. 6). Elsevier, Amsterdam / London / New York / Tokyo 1992, ISBN 0-444-81266-0.
- Praxis der Epileptologie. Klassifikation, Symptomatologie, Ätiologie, Diagnostik, Prophylaxe, Therapie, Soziale Probleme. Fischer, Stuttgart/New York 1991. (2. Auflage. 1993, ISBN 3-437-11467-0)
- Epilepsien und epileptische Syndrome im Kindes- und Erwachsenenalter. Klinische und elektroenzephalographische Differentialdiagnose. Blackwell Wissenschafts-Verlag, Berlin/Wien 1998.
- Epilepsien und epileptische Syndrome im Kindes- und Erwachsenenalter: Elektroenzephalographie. Blackwell, Berlin/Wien 1999.

## Auszeichnung
2000 wurde Degen mit der Ehrenmitgliedschaft der Deutschen Sektion der ILAE (seit 2004: Deutsche Gesellschaft für Epileptologie) ausgezeichnet.